# جانيت جو إيبس
جانيت جو إيبس (بالإنجليزية: Jeanette Jo Epps) (من مواليد 3 نوفمبر 1970) وهي مهندسة طيران أمريكية ورائدة فضاء.

## حياتها وتعليمها
ولدت جانيت إيبس في سيراكيوز (نيويورك)، وهي واحدة من سبعة أطفال ولدوا لهنري ولوبرتا. انتقلت مع عائلتها إلى سيراكيوز كجزء من الهجرة الكبرى. تخرجت من مدرسة كوركوران الثانوية في سيراكيوز وحصلت على درجة البكالوريوس من كلية لو موين كما حصلت على درجة الدكتوراه في هندسة الطيران والفضاء الجوي من جامعة ميريلاند (كوليج بارك).

## عملها
عملت جانيت بعد تخرجها في الأبحاث في «شركة فورد للسيارات»، ثم كضابط استخبارات فنية في وكالة المخابرات المركزية.، عملت في وكالة المخابرات المركزية لمدة سبع سنوات.
في يونيو 2009 ، تم اختيار جانيت كمرشحة لأن تصبح رائدة فضاء وتأهلت في عام 2011. عملت في NEEMO 18 لمدة تسعة أيام من 21 يوليو 2014.
في 4 يناير 2017، أعلنت ناسا أنه سيتم تعيين جانيت كمهندسة طيران في محطة الفضاء الدولية في منتصف عام 2018 لـ Expeditions 56 لتصبح أول عضوة في طاقم محطة فضائية أمريكية من أصل أفريقي ومن أول 15 من الأمريكيين الأفارقة. في الفضاء. ولكن في 16 يناير 2018، أعلنت وكالة ناسا أن جانيت قد تم استبدالها ب سيرينا م. شانسيلور. لم يتم ذكر سبب إزالة جانيت، وقال المتحدث باسم ناسا براندي دين، «هذه القرارات هي أمور تخص الأفراد لا تقدم وكالة ناسا معلومات عنها». في 20 يناير، نشر شقيق جانيت إيبس بيانا على الفيس بوك أن «شقيقتي الدكتورة جانيت إبس تحارب العنصرية الظالمة وكراهية النساء في وكالة ناسا والآن هم يستبدلونها ويسمحون لرائد فضاء قوقازي أن يأخذ مكانها!» صرحت جانيت إيبس أنها لا تستطيع التعليق على شقيقها أو أن تبدي سبب انسحابها من المهمة، لكنها ذكرت أنها لا تعاني من أي مشاكل طبية أو مشكلة عائلية تمنعها من الطيران، وأن تدريبها كان ناجحًا. ذكرت صحيفة واشنطن بوست أن «تغييرات الطاقم في آخر لحظة ليست عادية في وكالة ناسا.»

## وصلات خارجية
- Astronaut Bio: Jeanette J. Epps
- Spacefacts biography of Jeanette J. Epps